# القفا (جبل)
جبل القفا (بفتح القاف والفاء، فألف ممدودة) هو جبل متوسط الارتفاع في تهامة في ديار قبيلة بلقرن في محافظة العرضيات في منطقة مكة المكرمة في المملكة العربية السعودية، ويقع غربي بلدة ثريبان وبِهِ غار يسمى غار ثريبان توجد به نقوش أثرية.